# Blond (kolor)

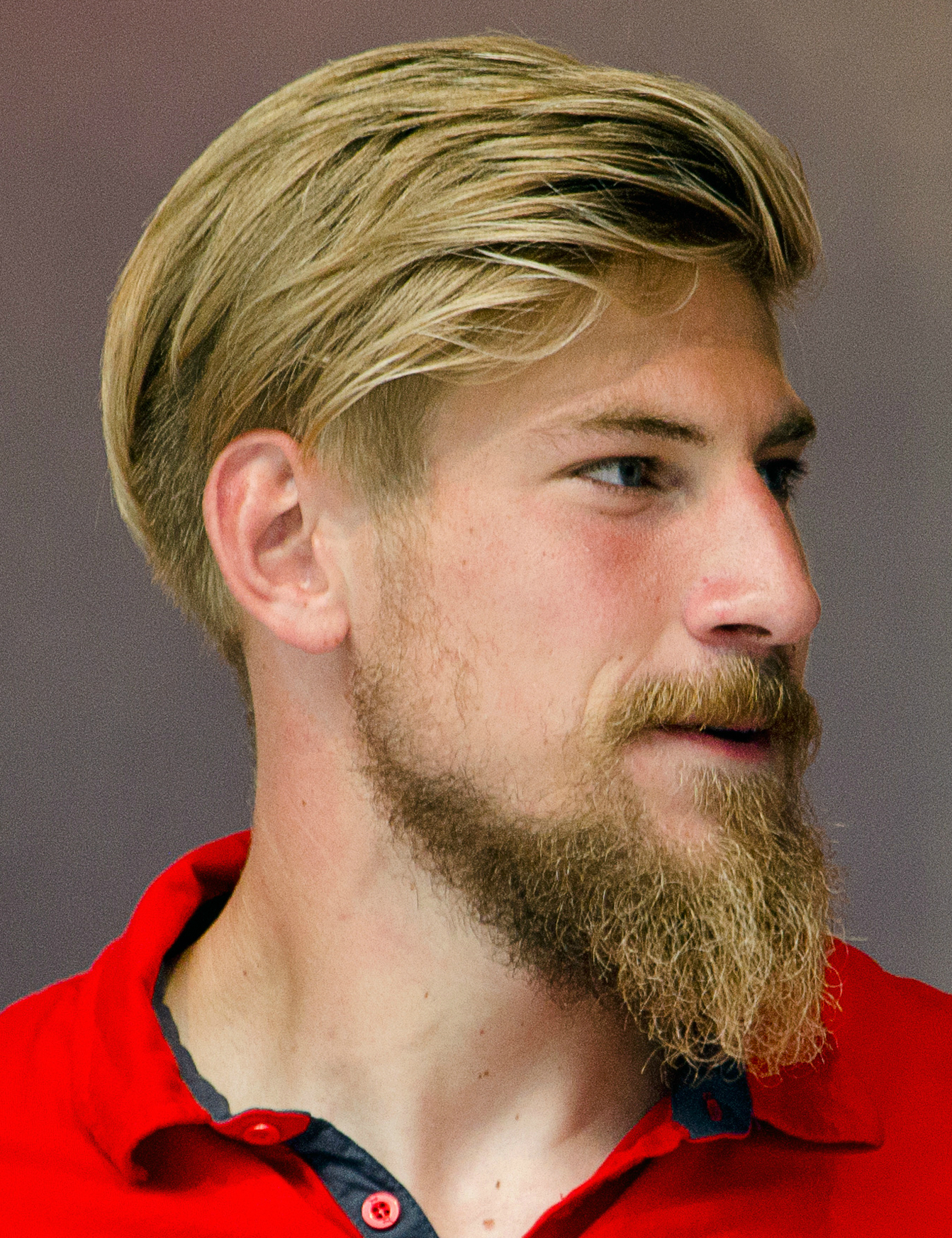
Mężczyzna o blond włosach

Blond – kolor włosów, występujący u niektórych ssaków, wywołany przez niewielką ilość barwnika – melaniny. Zazwyczaj przez kolor ten rozumie się odcienie od jasnego brązu poprzez żółty aż do niemalże białego. Ocenia się, że w populacji ludzkiej na całym świecie występuje ok. 26,3% osób z różnymi odmianami jasnych włosów. Oprócz człowieka włosy blond spotyka się u m.in. kotów.

## Wykształcenie się jasnej pigmentacji
Jasne włosy występują naturalnie prawie we wszystkich grupach etnicznych, jako rodzaj rzadkiej mutacji, która jest jednak trudno zauważalna u większości populacji albo zauważalna tylko u dzieci. Jednakże, szczególnie w Europie, w pewnych grupach ludności, zamieszkujących określone rejony geograficzne (np. Skandynawia), włosy koloru blond często spotyka się u ludzi już dorosłych. Przy czym nie należy z tego wysuwać mylnego wniosku, że włosy tej barwy są cechą charakterystyczną dla Europejczyków. Według ostatnich badań genetycznych stwierdzono, iż prawdopodobnie ludzie z jasnymi włosami pojawili się w znacznej liczbie w Europie ok. 11-10 tys. lat temu w czasie epoki lodowcowej oraz wraz z kolejnymi falami osadnictwa ludności indoeuropejskiej. Przedtem jej mieszkańcy byli w większości czarnowłosi i ciemnoocy, tak jak ludzie zamieszkujący inne regiony świata.
Co do przyczyn wykształcenia się takiej różnorodności biologicznej u człowieka, obejmującej różne barwy tęczówki oka, jasne włosy i jasną pigmentację skóry, nie ma obecnie w świecie naukowym zgody. Istnieją różne poglądy tłumaczące w jaki sposób doszło do tak znaczących zmian w wyglądzie zewnętrznym człowieka, w tak krótkim czasie po jego przybyciu z Afryki (35-40 tys. lat temu), gdy zazwyczaj cechy takie wykształcające się w procesie ewolucji powstają po okresie znacznie dłuższym.
Zdaniem kanadyjskiego antropologa – Petera Frosta (w badaniach opublikowanych w dzienniku Evolution and Human Behavior), włosy blond wykształciły się w tak krótkim okresie w wyniku zaistnienia określonych preferencji seksualnych.
Według autorów publikacji – The History and Geography of Human Genes, jasne włosy stały się dominującą cechą u mieszkańców obszaru współczesnej Litwy. Miało się tak stać ok. 3 tys. lat p.n.e., wśród dopiero co wtedy przybyłych praindoeuropejskich osadników. Z tego rejonu zawędrowali oni do Skandynawii. Częstsze występowanie blond włosów miało być wywołane większą atrakcyjnością kobiet z takimi włosami w oczach ówczesnych mężczyzn.

## Częstość występowania
80—100%
     50—79%
     20—49%
     1—19%
     poniżej 1%

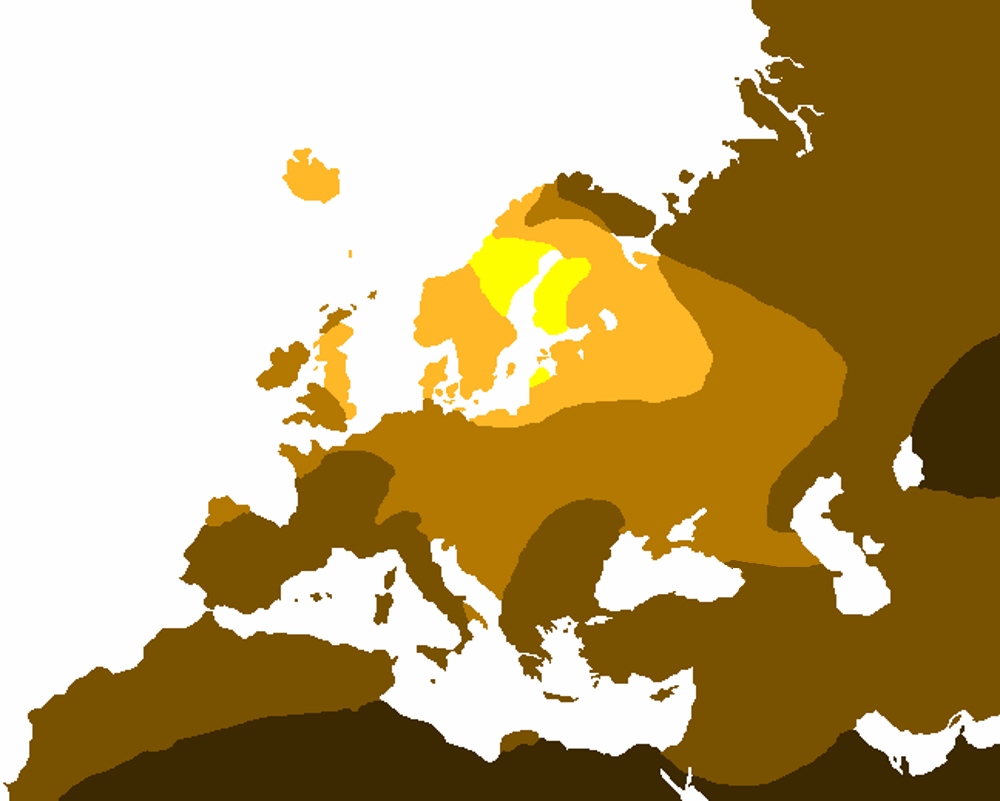
Mapa występowania jasnych odcieni włosów:
80—100%
50—79%
20—49%
1—19%
poniżej 1%

Jasne włosy często spotyka się u niemowląt i dzieci. Dzieci z takimi włosami mogą się rodzić nawet w grupach etnicznych, u których cecha taka nie występuje u dorosłych. Z reguły włosy te ciemnieją wraz z wiekiem i przyjmują kolor jasnobrązowy lub ciemnobrązowy.
Blond włosy są charakterystyczne dla ludności północnej i środkowej Europy, na południu osoby takie są w zdecydowanej mniejszości, chociaż spotyka się je w takich regionach jak choćby północne Włochy. Poza nierdzennymi mieszkańcami na innych kontynentach cecha ta jest dużo rzadziej spotykana.
U Aborygenów w Australii, występują czasami żółtobrązowe włosy, w szczególności u kobiet i dzieci. Również Guanczowie, zamieszkujący Wyspy Kanaryjskie, mieli według przybyłych tu w XIV wieku Hiszpanów posiadać jasne włosy i niebieskie oczy. W środkowej i południowej Azji tego typu cechy znaleźć można było u wędrujących plemion indoeuropejskich, które zostały wchłonięte przez miejscową ludność. Pewne pozostałości po nich można znaleźć u ludności w północnym Pakistanie i u niektórych Afgańczyków.

### Zasięg występowania jasnego owłosienia w przeszłości
Obecnie jasne włosy są cechą charakterystyczną niemal wyłącznie dla części populacji europejskiej i części obszarów skolonizowanych przez Europejczyków. W przeszłości owłosienie koloru blond spotykane było powszechnie także na innych terenach, zarówno tam, gdzie obecnie występuje sporadycznie (np. Bliski Wschód), jak i tam, gdzie u rdzennej ludności nie występuje już ono zupełnie (np. Pakistan, Indie, Turkiestan Wschodni). Zanikanie występowania jasnych włosów w poszczególnych populacjach związane jest z faktem, iż geny odpowiedzialne za tę cechę (podobnie jak za barwę oczu) mają charakter recesywny, co oznacza, iż potomstwo 2 osób, spośród których 1. ma włosy jasne, a 2. – czarne, z prawdopodobieństwem 3:4 odziedziczy czarne włosy. W kolejnych pokoleniach liczba jasnowłosych nie spada tak szybko, jednak jasna barwa traci swe nasilenie i staje się coraz ciemniejsza. W konsekwencji z czasem wśród danej populacji spada liczba osób jasnowłosych, zaś kolor włosów tych, u których wciąż występuje blond owłosienie, ma coraz ciemniejszy odcień.
W przeszłości zasięg występowania jasnych w obrębie basenu Morza Śródziemnego był znacznie większy. Z przekazów historycznych oraz na podstawie analizy malunków wynika, że w krajach jak Grecja, południowe Włochy, a zwłaszcza kraje Maghrebu (Tunezja, Maroko, Algieria), gdzie obecnie osoby mające (ciemno)blond włosy stanowią kilkupromilową – kilkuprocentową mniejszość, jeszcze dwa tysiące lat temu blondyni żyli w dużej ilości, jednak wraz z mieszaniem się ich genów z genami populacji wywodzących się z południa (często Negroidami), blond włosy zanikały. W XVIII i XIX w. na terenie Tunezji nadal żyła liczna jasnowłosa populacja, co stało się podstawą do przedstawienia teorii o germańskim (wandalskim) pochodzeniu tamtejszej ludności; teorie te nie znalazły potwierdzenia – jakkolwiek nie można zaprzeczyć, że żyjący tam niegdyś Wandalowie pozostawili po sobie jakąś spuściznę genetyczną, to badania wykazały, że blondyni zamieszkiwali te obszary w głębokiej starożytności, na długo przed inwazją wandalską. Także w Egipcie, w którym w wyniku napływu genów z Nubii nie ma już rdzennych mieszkańców o jasnym kolorze włosów, niegdyś cecha ta występowała, o czym świadczą liczne mumie Egipcjan sprzed kilku tysięcy lat (rudawym blondynem był m.in. faraon Ramzes II).